# Handelshistoria
Handelshistoria är den gren av historien som berör handelns förflutna. 
Handel har funnits som ett inslag från civilisationernas födelse. Långt innan direktkontakter skett mellan kulturer har varor förmedlats längs vidsträckta handelsvägar och genom åtskilliga byten. Handel har varit en förutsättning för specialisering och större produktionsenheter. 

## Hanelshistoriska böcker
- Handelsbilder